# 밀드레드 드레슬하우스
밀드레드 드레슬하우스(Mildred Dresselhaus, 결혼 전 성 Spiewak; 1930년 11월 11일 – 2017년 2월 20일)는 "탄소 과학의 여왕"으로 알려져 있는 미국의 나노기술자이다. 그녀는 매서추세츠 공과대학교에서 물리학 및 전기 공학 연구소 교수이자 명예 교수였다. 대통령 자유 메달, 국가 과학 메달, 엔리코 페르미 상, 바네바 부시 상 등 많은 상을 수상했다.

## 어린 시절 및 교육
드레슬하우스는 1930년 11월 11일 미국 뉴욕 브루클린에서 폴란드 유대인 이민자인 에텔(Ethel 또는 Teichtheil)과 마이어 스피워크(Meyer Spiewak)의 딸로 태어났다. 그녀 가정이 대공황의 영향을 많이 받았기 때문에 드레슬하우스는 어린 시절부터 집에서 조립 작업을 하고 여름에는 지퍼 공장에서 일함으로써 가족의 수입을 도왔다. 초등학생으로서 드레슬하우스의 첫 번째 '가르치는 직업'은 주당 50센트를 받고 특수 교육이 필요한 학생을 가르치는 일이었는데, 이로써 훌륭한 교사가 되는 방법을 배웠다.
드레슬하우스는 미국 자연사 박물관과 메트로폴리탄 미술관 등과 같은 뉴욕의 무료 박물관에서 과학에 대한 그녀의 관심이 생겨났다고 말했다. 그녀와 형제인 어빙 스피워크(Irving Spiewak)는 모두 그리니치 하우스 음악학교의 장학생이었는데, 이 학교에서는 그녀에게 음악적, 예술적, 지적 성향의 다른 세계를 소개해 주었다.
드레슬하우스는 브롱크스에서 자라 초등학교를 다녔다. 그녀 오빠가 헌터 칼리지 고등학교에 지원할 기회를 그녀에게 알려주었는데, 이 고등학교에서 성적이 탁월하여 동료 학생들을 지도하면서 교사로서의 연습도 했다.

### 헌터 칼리지에서의 경험
드레슬하우스는 뉴욕의 헌터 칼리지를 다녔다.  헌터 칼리지는 전통적으로 여자 대학이었는데, 그녀가 재학 중일 때 브롱크스 캠퍼스가 수많은 남성 1944년 전역병 후원법(G.I. Bill) 수혜자들에게 개방되었다. 그녀는 나중에 다음과 같이 설명했다.
과학 수업을 듣는 남학생들은 반에서 최하위를 향해 가고 있었어요.  . . . 그들은 항상 나에게 도움을 청하곤 했어요.  . . .  이것은 내 이야기에서 어느 정도 중요할 수 있는데, 왜냐하면 저는 대학에서 과학이 남자의 직업이라는 생각을 한 적이 없었기 때문입니다.
헌터 칼리지 재학 중, 그녀의 교수 중 한 명으로 미래의 노벨상 수상자인 로절린 얠로는 드레슬하우스에 관심을 갖고 그녀에게 대학원 펠로우십에 지원하고 물리학 분야에서 경력을 쌓도록 격려했다. 드레슬하우스는 1951년에 인문학(liberal arts) 학사 학위를 받고 졸업했다.

### 대학 졸업 후
그녀는 풀브라이트 장학생으로 캠브리지 대학교에서 대학원 과정을 마쳤는데 래드클리프 칼리지에서 석사 학위를 받았다. 그후 1958년 시카고 대학교에서 노벨상 수상자 엔리코 페르미 밑에서 박사 학위를 받았다. 그 후 코넬 대학교 에서 박사후 연구원으로 2년을 보낸 후 MIT 링컨 연구소에 직원으로 이직하였다.

## 경력 및 유산
그녀는 매사추세츠 공과대학교에서 57년간 재직하였다. 1967년에 MIT에서 전기공학과의 애비 로커펠러 마우제(Abby Rockefeller Mauzé) 방문 교수가 되었고, 1968년에 종신 교수가 되었으며, 1983년에 물리학 교수로 되었다. 1985년 그녀는 MIT 최초의 여성 연구소 교수로 임명되었다. 그녀가 연구한 이국적인 화합물이 현대 과학 및 공학과 관련성이 점점 더 증가함에 따라 그녀는 세계 최고 전문가가 되어 표준 교과서 중 하나를 저술할 수 있는 특출한 위치에 놓이게 되었다. 그녀의 이 분야에 대한 기초 작업에 의하여 이후에 안드레 가임과 콘스탄틴 노보셀로프가 그래핀을 분리하고 그 성질을 연구하여 2010년 노벨상을 수상하게 되었다.
드레슬하우스는 1990년 재료의 전자적 특성에 대한 연구와 과학 및 공학 분야에서 여성의 기회 확대에 대한 공로를 인정받아 국가 과학 메달을 수상했다. 2005년에는 기술, 경제 및 고용 부문에서 제11회 하인즈 상을 수상하고, 2008년에는 외르스테드 메달을 수상했다. 2012년 버턴 릭터와 함께 엔리코 페르미 상을 공동 수상하고, 또한 "나노구조에서 포논, 전자-포논 상호 작용 및 열 수송 연구에 대한 그녀의 선구적인 공헌으로" 카블리 상을 수상했다.  2014년에 그녀는 대통령 자유 메달을 수상했으며 2014년에는 미국 발명가 명예의 전당에 헌액되었다. 2015년에는 IEEE 명예 메달(Medal of Honor)를 받았다.
2000~2001년에 그녀는 미국 에너지부 과학국의 책임자였다. 2003년부터 2008년까지 그녀는 미국 물리학 협회의 이사회 의장이었다. 그녀는 또한 미국 물리학회(APS)의 회장, 미국 과학 진흥 협회의 첫 여성 회장, 미국 국립 과학원의 회계 담당을 역임했다.
그녀가 지도한 학생으로는 드보라 청(Deborah Chung)과 같은 저명한 재료 과학자와 네이창 예(Nai-Chang Yeh 및 그레그 팀프(Greg Timp)와 같은 물리학자가 있다.

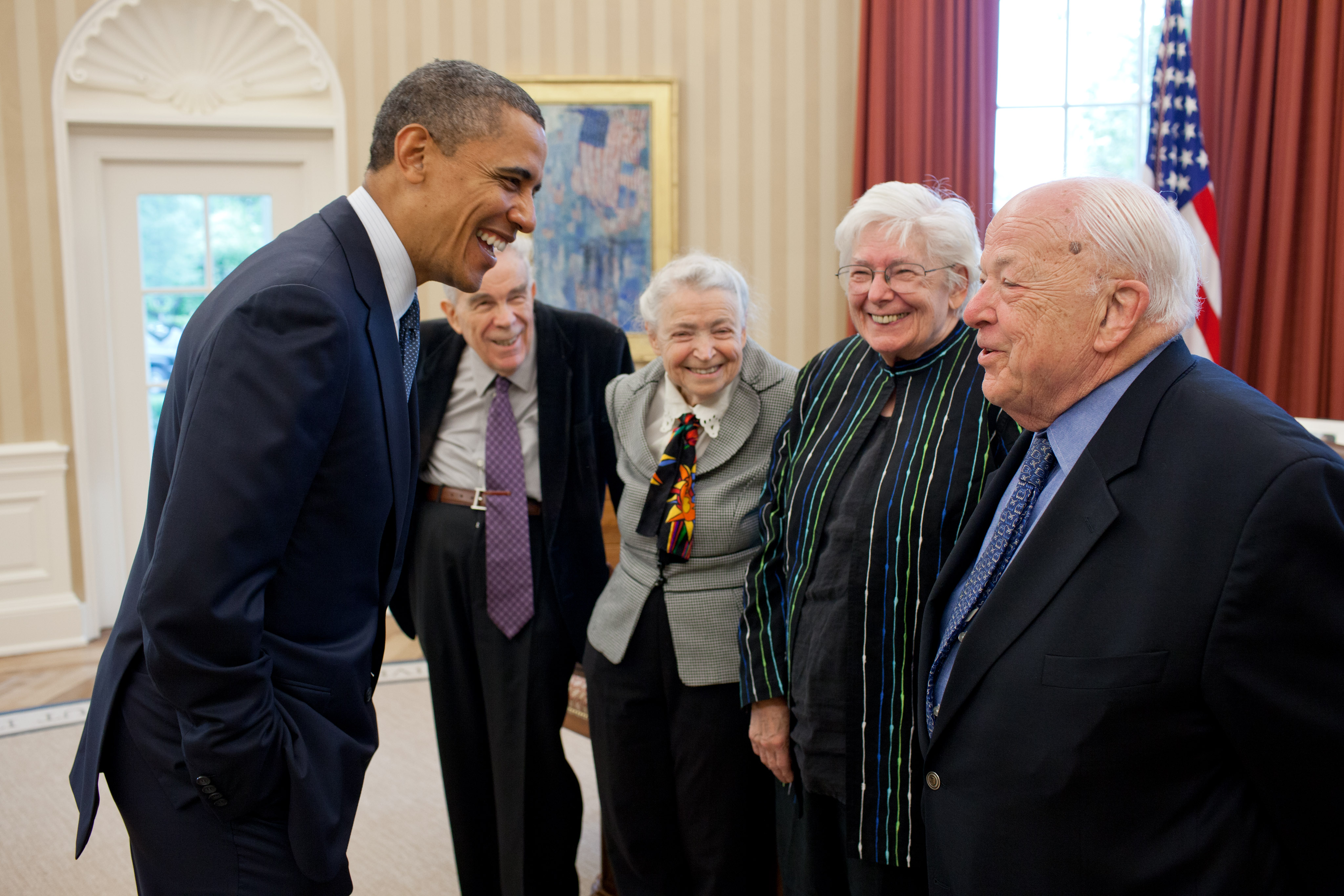
버락 오바마 대통령이 2012년 5월 7일, 우편에서 세 번째의 밀드레드 드레셀하우스 박사와 우편의 버튼 리히터 박사를 맞이하고 있다.

드레슬하우스의 이름을 딴 몇 가지 물리 이론이 있는데, 힉스-드레슬하우스 모델 ( 린든 힉스 및 드레슬하우스) 은 저차원 열전기 현상에 대한 최초의 기초 모델로, 이 모델에 의하여 전체 밴드 필드가 시작되었다. SFDD 모델( 리이치로 사이토, 미츠타가 후지타, 진 드레슬하우스 및 밀드레드 드레슬하우스)에서는 탄소 나노튜브의 밴드 구조를 최초로 예측했다. 하지만 드레슬하우스 효과는 그녀 남편인 진 드레슬하우스가 모델링한 스핀-궤도 상호 작용 효과이다.
드레슬하우스는 여성의 물리학 참여를 촉진하기 위한 노력을 지원하는 데 많은 시간을 할애했다. 1971년 그녀와 동료는 과학 및 공학 분야에서 여성의 역할을 탐구하는 세미나로 MIT에서 최초의 여성 포럼을 조직했다. 그녀의 유산을 기리기 위해 미국 물리학회(APS)에서는 물리학 분야의 여성을 지원하기 위해 밀리에 드레슬하우스(Millie Dresselhaus) 기금을 조성하였다. 드레셀하우스는 2017년  STEM 직급에서 여성의 수를 늘리는 것을 목표로 하는 제너럴 일렉트릭 텔레비전 광고의 얼굴로 나와서  "여성 과학자가 유명인이라면 어떨까?"라는 질문을 던지기도 했다.
2019년 전기전자공학회 (IEEE) 이사회는 IEEE 밀드레드 드레슬하우스 메달을 제정하여 매년 "과학 및 공학 분야의 탁월한 기술적 공헌, IEEE 관심 분야에 큰 영향을 미친" 사람에게 수여한다.

## 과학지식에 대한 기여
드레슬하우스는 특히 흑연, 흑연 층간 화합물, 풀러렌, 탄소 나노튜브 및 저차원 열전기에 대한 연구로 유명하다. 그녀의 연구그룹은 전자 밴드 구조, 라만 산란 및 탄소 나노구조의 광물리학을 자주 이용했다.  그녀의 연구는 의류와 스마트폰을 포함하여 전자 제품이 "어디에나" 있을 수 있도록 하는 얇은 흑연 기반 기술 개발에 도움이 되었다.
1960년대에 레이저가 등장하면서 드레슬하우스는 자기광학 실험에 레이저를 사용하기 시작했고, 나중에 흑연의 전자 구조에 대한 새로운 모델을 만들었다. 그녀의 연구의 상당 부분은 탄소 나노튜브의 전기적 특성과 나노와이어의 열전 특성 향상에 중점을 둔 '버키볼'과 그래핀 연구에 관한 것이다.

## 사생활
그녀의 첫 남편은 물리학자 프레드릭 라이프인데, 1958년 진 드레슬하우스와 재혼했다. 남편 진 드레슬하우스는 이후에 이론학자로 또한 드레슬하우스 효과 발견자로 유명해진다. 그들은 매리안, 칼, 폴, 엘리엇의 네 자녀와 다섯 명의 손주를 두었다.

## 명예와 상
- 2015년 취리히 연방공과대학 명예박사학위[33]
- IEEE 명예 메달, 2015 (최초의 여성 수상자)
- 2014년 미국 발명가 명예의 전당 입성[34]
- 대통령 자유 훈장, 2014[35]
- 홍콩이공대학교 명예 이학박사, 홍콩, 2013[36]
- 폰 히펠 상, 재료연구학회, 2013[37]
- 2012년 나노과학 부문 카블리상
- 2012년 엔리코 페르미 상 (두 번째 여성 수상자)
- 배네바 부시 상 (두 번째 여성 수상자), 2009
- 2009년 화학 과학 분야에서 여성을 장려하기 위한 ACS 상
- 올리버 버클리 응집물질 상, 미국물리학회, 2008
- 외르스테드 메달, 2007
- 2007년 로레알-유네스코 여성 과학자상
- 기술, 경제 및 고용에 대한 하인즈 상, 2005
- IEEE 설립자 메달 수상자, 2004
- 2001년 미국 물리학회(American Institute of Physics) 물리학 리더십에 대한 칼 테일러 컴튼 메달)
- 2001년 미국 탄소 학회, 탄소 과학 및 기술 공로 메달
- 이오페 연구소 명예 회원, 러시아 과학 아카데미, 상트페테르부르크, 러시아, 2000
- 2000년 재료 학회 연합의 국가 물질 진보 상(National Materials Advancement Award)
- 2000년 2월 벨기에 루벤 가톨릭대학교 명예박사
- 니콜슨 메달, 미국 물리학회, 2000년 3월[38]
- 바이츠만 연구소의 밀레니엄 종신 공헌 상, 2000년 6월
- SGL 카본 상, 미국 카본 학회, 1997
- 미국 철학회 회원, 1995[39]
- 국가 과학 훈장, 1990
- 미국 국립 과학원 회원, 1985년[40]
- 미국 예술 과학 아카데미 회원, 1974[41]
- 1977년 여성공학회 공로상
- 노르웨이 과학 문학 아카데미 연구원[42]

## 출판물 일부
- Steinbeck, J.; Braunstein, G.; Speck, J.; Dresselhaus, M. S.; Huang, C. Y.; Malvezzi, A. M.; Bloembergen, N. (1986). “Analysis of Picosecond Pulsed Laser Melted Graphite”. 《MRS Proceedings》 (Springer Science and Business Media LLC) 74. doi:10.1557/proc-74-263. ISSN 0272-9172.
- di Vittorio, S.L.; Dresselhaus, M.S.; Endo, M.; Issi, J-P.; Piraux, L. (1990년 7월 1일). The transport properties of activated carbon fibers (보고서). Office of Scientific and Technical Information (OSTI). doi:10.2172/6882792.
- Kuriyama, K.; Dresselhaus, M.S. (1991). “Photoconductivity of activated carbon fibers”. 《Journal of Materials Research》 (Springer Science and Business Media LLC) 6 (5): 1040–1047. Bibcode:1991JMatR...6.1040K. doi:10.1557/jmr.1991.1040. ISSN 0884-2914. S2CID 94864974.
- Farmer, J.C.; Barbee, T.W. Jr.; Chapline, G.C. Jr.; Olsen, M.L.; Foreman, R.J.; Summers, L.J.; Dresselhaus, M.S.; Hicks, L.D. (1995년 1월 20일). Synthesis and evaluation of single layer, bilayer, and multilayer thermoelectric thin films (보고서). Office of Scientific and Technical Information (OSTI). doi:10.2172/93595.
- M. S. Dresselhaus; P. C. Eklund (2000). “Phonons in carbon nanotubes” (PDF). 《Advances in Physics》 49 (6): 705. Bibcode:2000AdPhy..49..705D. CiteSeerX 10.1.1.170.631. doi:10.1080/000187300413184. S2CID 122447852. January  9, 2007에 원본 문서 (PDF)에서 보존된 문서.
- M. S. Dresselhaus; G. Samsonidze; S. G. Chou; G. Dresselhaus; J. Jiang; R. Saito; A. Jorio. “Recent Advances in Carbon Nanotube Photo-physics” (PDF). 2006년 7월 2일에 원본 문서 (PDF)에서 보존된 문서.
- M. S. Dresselhaus; G. Dresselhaus (2002). “Intercalation Compounds of Graphite” (PDF). 《Advances in Physics》 51 (1): 1. Bibcode:2002AdPhy..51....1D. CiteSeerX 10.1.1.170.2655. doi:10.1080/00018730110113644. S2CID 123597602. January  9, 2007에 원본 문서 (PDF)에서 보존된 문서.
- M. S. Dresselhaus (2004). “Big Opportunities for Small Objects”. 《Materials Today Magazine》 5 (11): 48. doi:10.1016/S1369-7021(02)01164-1.
- M. S. Dresselhaus, G. Dresselhaus and A. Jorio (2004). “Unusual Properties and Structures of Carbon Nanotubes” (PDF). 《Annual Review of Materials Research》 34 (1): 247. Bibcode:2004AnRMS..34..247D. doi:10.1146/annurev.matsci.34.040203.114607. January 11, 2006에 원본 문서 (PDF)에서 보존된 문서.
- M. S. Dresselhaus; G. Dresselhaus; R. Saito; A. Jorio (2005). “Raman Spectroscopy of Carbon Nanotubes” (PDF). 《Physics Reports》 409 (2): 47. Bibcode:2005PhR...409...47D. doi:10.1016/j.physrep.2004.10.006. January  9, 2007에 원본 문서 (PDF)에서 보존된 문서.
- M. S. Dresselhaus; H. Dai (2004). “Carbon Nanotubes: Continued Innovations and Challenges”. 《MRS Bulletin》 29 (4): 237. doi:10.1557/mrs2004.74.
- J. Heremans; M. S. Dresselhaus (2005). “Low Dimensional Thermoelectricity” (PDF). 《CRC Handbook - Molecular and Nano-electronics: Concepts, Challenges, and Designs》. January  9, 2007에 원본 문서 (PDF)에서 보존된 문서.
- M. S. Dresselhaus, R. Saito and A. Jorio (2004). “Semiconducting Carbon Nanotubes” (PDF). 《Proceedings of ICPS-27》. January  9, 2007에 원본 문서 (PDF)에서 보존된 문서.
- S. G. Chou; F. Plentz-Filho; J. Jiang; R. Saito; D. Nezich; H. B. Ribeiro; A. Jorio; M. A. Pimenta; G. Samsonidze; A. P. Santos; M. Zheng; G. B. Onoa; E. D. Semke; G. Dresselhaus; M. S. Dresselhaus (2005). “Photo-excited Electron Relaxation Process Observed in Photoluminescence Spectroscopy of DNA-wrapped Carbon Nanotube”. 《Physical Review Letters》 94 (12): 127402. Bibcode:2005PhRvL..94l7402C. doi:10.1103/PhysRevLett.94.127402. PMID 15903960.
- M. S. Dresselhaus (2004). “Nanotubes: a step in synthesis”. 《Nature Materials》 3 (10): 665–6. Bibcode:2004NatMa...3..665D. doi:10.1038/nmat1232. PMID 15467687. S2CID 29431916.
- M. S. Dresselhaus (2004). “Applied Physics: Nanotube Antennas”. 《Nature Materials》 432 (7020): 959–60. Bibcode:2004Natur.432..959D. doi:10.1038/432959a. PMID 15616541. S2CID 37208770.
- S. B. Fagan; A. G. Souza-Filho; J. Mendes-Filho; P. Corio; M. S. Dresselhaus (2005). “Electronic Properties of Ag- and CrO3-filled Single-wall Carbon Nanotubes” (PDF). 《Chemical Physics Letters》 406 (1–3): 54. Bibcode:2005CPL...406...54F. doi:10.1016/j.cplett.2005.02.091. January  9, 2007에 원본 문서 (PDF)에서 보존된 문서.
- Y. A. Kim; H. Muramatsu; T. Hayashi; M. Endo; M. Terrones; M. S. Dresselhaus (2004). “Thermal Stability and Structural Changes of Double-walled Carbon Nanotubes by Heat Treatment” (PDF). 《Chemical Physics Letters》 398 (1–3): 87. Bibcode:2004CPL...398...87K. doi:10.1016/j.cplett.2004.09.024. January  9, 2007에 원본 문서 (PDF)에서 보존된 문서.
- G. Samsonidze; R. Saito; N. Kobayashi; A. Gruneis; J. Jiang; A. Jorio; S. G. Chou; G. Dresselhaus; M. S. Dresselhaus (2004). “Family Behavior of the Optical Transition Energies in Single-wall Carbon Nanotubes of Smaller Diameters” (PDF). 《Applied Physics Letters》 85 (23): 5703. Bibcode:2004ApPhL..85.5703S. doi:10.1063/1.1829160. 2006년 1월 11일에 원본 문서 (PDF)에서 보존된 문서.
- S. G. Chou; H. B. Ribeiro; E. Barros; A. P. Santos; D. Nezich; G. Samsonidze; C. Fantini; M. A. Pimenta; A. Jorio; F. Pletz-Filho; M. S. Dresselhaus; G. Dresselhaus; R. Saito; M. Zheng; G. B. Onoa; E. D. Semke; A. K. Swan; B. B. Goldberg; M. S. Unlu (2004). “Optical Characterization of DNA-wrapped Carbon Nanotube Hybrids” (PDF). 《Chemical Physics Letters》 397 (4–6): 296. Bibcode:2004CPL...397..296C. doi:10.1016/j.cplett.2004.08.117. 2006년 1월 11일에 원본 문서 (PDF)에서 보존된 문서.
- E. I. Rogacheva; O. N. Nashchekina; A. V. Meriuts; S. G. Lyubchenko; O. Vekhov; M. S. Dresselhaus; G. Dresselhaus (2005). “Quantum Size Effects in PbTe/SnTe/PbTe Heterostructures”. 《Applied Physics Letters》 86 (6): 063103. Bibcode:2005ApPhL..86f3103R. doi:10.1063/1.1862338.
- H. Son; Y. Hori; S. G. Chou; D. Nezich; G. Samsonidze; E. Barros; G. Dresselhaus; M. S. Dresselhaus (2004). “Environment Effects on the Raman Spectra of Individual Single-wall Carbon Nanotubes: Suspended and Grown on Polycrystalline Silicon” (PDF). 《Applied Physics Letters》 85 (20): 4744. Bibcode:2004ApPhL..85.4744S. doi:10.1063/1.1818739. 2007년 1월 9일에 원본 문서 (PDF)에서 보존된 문서.
- C. Fantini; A. Jorio; M. Souza; A. J. Mai Jr.; M. S. Strano; M. A. Pimenta; M. S. Dresselhaus (2004). “Optical Transition Energies and Radial Breathing Modes for HiPco Carbon Nanotubes from Raman Spectroscopy” (PDF). 《Physical Review Letters》 93 (14): 147406. Bibcode:2004PhRvL..93n7406F. doi:10.1103/PhysRevLett.93.147406. PMID 15524844. January  9, 2007에 원본 문서 (PDF)에서 보존된 문서.
- S. B. Cronin; A. K. Swan; M. S. Unlu; B. B. Goldberg; M. S. Dresselhaus; M. Tinkham (2004). “Measuring Uniaxial Strain in Individual Single-wall Carbon Nanotubes: Resonance Raman Spectra of AFM Modified SWNTs” (PDF). 《Physical Review Letters》 93 (16): 167401. Bibcode:2004PhRvL..93p7401C. doi:10.1103/PhysRevLett.93.167401. PMID 15525030. January 11, 2006에 원본 문서 (PDF)에서 보존된 문서.